# Gertrude Bacon
Gertrude Bacon   (Cambridge, 19 d'abril de 1874 - Sway, 22 de desembre de 1949) va ser una aeronàuta pionera. Va aconseguir un considerable nombre d'aportacions en l'aeronàutica, i en els àmbits de l'astronomia i la botànica. Gertrude va popularitzar l'aeronàutica a través dels seus escrits, i va promoure tant vols comercials com populars com a camps possibles per a les dones.

## Biografia
Gertrude va néixer a Cambridge, filla de John Mackenzie Bacon (1846 - 1904) i la seva primera esposa, Gertrude Myers. La família es va traslladar el 1876 a Cold Ash, Berkshire, a prop de Newbury. El pare de Gertrude, era un astrònom, aeronauta i científic, que va educar els seus fills a casa.
Gertrude es va convertir en el col·laboradora científica del seu pare en astronomia i aeronàutica. Va ser membre original de la British Astronomical Association i membre de la British Association for the Advancement of Science.

## Astronomia
Va acompanyar al seu pare en expedicions per filmar els eclipsis solars totals a Vadso, Lapònia (1896), Buxar, Índia (desembre 1897-1898) i Wadesborough, Carolina del Nord (maig de 1900). Quan la seva primera expedició no va tenir èxit, a causa del clima ennuvolat, se'n van anar a casa i van planejar-ne un altre. El segon i el tercer intents van tenir èxit.

## Aeronàutica
L'aeronàutica fascinava a Gertrude. Va ser la primera dona a Anglaterra a fer un ascens en globus adequat, amb el seu pare, el 1898. Un vol de globus més espectacular es va produir el 15 de novembre de 1899, quan John Mackenzie Bacon i Gertrude Bacon van ascendir amb Stanley Spencer per observar la pluja de meteors de Leonides per sobre de la capa de núvols. Dues hores més tard, van aterrar a prop de Neath, al sud de Gal·les.
L'agost de 1904, va acompanyar a Stanley Spencer de nou, aquesta vegada en una aeronau del seu disseny. Com a resultat, es va convertir en la primera dona a volar en una aeronu. També és acreditada com la primera anglesa a volar en un avió. Roger Sommer la va incorporar en un biplà Farman el 29 d'agost de 1909, durant la Primera reunió de l'aviació internacional a Reims, França. També va volar amb Douglas Graham Gilmour en un monoplà de Big Bat el 1910.
Gertrude va ser la primera passatgera, home o dona, en un hidroavió. Va acompanyar al pilot Herbert Stanley Adams en vols a Windermere a mitjans de 1912. Adams havia realitzat el primer vol complet des de l'aigua, retornant amb seguretat, a Gran Bretanya, el 25 de novembre de 1911.
A través dels seus llibres, i a través de discursos públics, Bacon va popularitzar l'aeronàutica.

## Botànica
El 1901, Gertrude es va unir a la Wild Flower Society, afegint botànica a la seva llista d'interessos i èxits. El 23 de juliol de 1923, Gertrude Bacon i la botànica i il·lustradora Lady Joanna Charlotte Davy (1865-1955) van fer el primer descobriment de Carex microglochin o Bristle Sedge a Gran Bretanya.
El 1929, Gertrude Bacon es va casar amb un botànic i químic Thomas Jackson Foggitt (2 de març de 1858 - 30 d'octubre de 1934). Gertrude va ser la seva segona esposa, i li va sobreviure per 15 anys.